# ホルヘ・モレル (サッカー選手)
ホルヘ・エマヌエル・モレル・バリオス（Jorge Emanuel Morel Barrios , 1998年1月22日 - ）は、パラグアイ・アスンシオン出身のプロサッカー選手。リーガ・パラグアージャのセロ・ポルテーニョに所属している。ポジションはMF。

## 来歴
2015年に地元のクラブ・グアラニーのトップチームに昇格し、2016年2月15日の国内リーグ戦スポルティボ・ルケーニョ戦でプロデビュー。2017年5月14日の同じくルケーニョ戦で、プロ初ゴールを記録。以降チームの中心選手に成長し、2018年シーズンには、国内カップ戦コパ・パラグアイで優勝を経験した。

## パラグアイ代表
プロデビュー前の2015年にU-17のパラグアイ代表に選出され、南米U-17選手権に出場。2017年には南米ユース選手権にも出場。2019年10月にフル代表に初招集され、11日のセルビア戦でフル代表デビューを果たした。